# CA125
CA125（糖鎖抗原125、英: carbohydrate antigen 125）は、主に卵巣癌と子宮体癌（子宮内膜癌）に用いられる腫瘍マーカーである。

## 概要
CA125は、ヒト卵巣漿液性嚢胞腺癌の培養細胞を免疫原とするモノクローナル抗体OC (Ovarian Cancer) 125で測定される抗原であり、ムチン（高分子性糖タンパク）のMUC16（Mucin-16）のコア蛋白部分と考えられている。CA125は、健常人の漿膜、卵管、子宮内膜を含む多数の臓器に分布している。

## 臨床的意義

### 基準値と生理的変動
CA125の基準値（癌の存在を疑うカットオフ値）としては、35 U/mL超が一般に用いられているが、性周期・年齢・性差の影響が大きく、注意する必要がある。
閉経前の女性では、性周期による変動があり、月経に伴い上昇する。特に子宮腺筋症合併例では100 - 300U/mLの高値を示すことがある。月経中の採血は避けるべきである。また、妊娠初期に一過性に上昇、13週ごろまでに基準値内に回復し、分娩直後に一過性に上昇することがある。基準値として、65 U/mLを使用すると、性周期・妊娠・良性疾患による偽陽性の大部分を除外することができる。
男性、および、閉経後の女性では低値となり、基準値は 25 U/mL未満である。

### 悪性疾患におけるCA125高値の意義
婦人科癌
CA125は卵巣癌の約80%で陽性となる。特に、漿液性腺癌や類内膜腺癌で陽性率が高い。また、子宮内膜癌・その他の婦人科癌（原発性腹膜癌も含む）でも高頻度に陽性となる。CA125は、婦人科癌の診断の補助、および、治療の効果判定や治療後の経過観察に有用であり、婦人科領域で最も頻用される腫瘍マーカーであるが、癌の早期発見（健常人のスクリーニング）には感度・特異性が不十分であり、使用できない。
| CA125陽性率 | StageⅠ | StageⅡ | StageⅢ | StageⅣ | 良性腫瘍 |
| ----------- | ------ | ------ | ------ | ------ | -------- |
| 卵巣癌      | 22%    | 71%    | 78%    | 100%   | 14%      |

婦人科系以外の癌
消化器癌、および、次項の胸膜・腹膜に浸潤した進行癌では上昇が見られるが、腫瘍マーカーとしては頻用されない。
癌の胸膜・腹膜浸潤
悪性腫瘍におけるCA125高値は、原発臓器を問わず、癌が胸膜または腹膜に浸潤している可能性を示唆する。
胃癌・腸癌・膵癌などCA125非産生性の癌（肺癌は産生例あり）においてCA125が上昇している場合、胸膜・腹膜・心嚢などの漿膜にがん細胞が浸潤・播種している可能性を考える必要がある

### 良性疾患におけるCA125高値の意義
良性婦人科疾患
良性卵巣腫瘍、子宮内膜症の半分以上で陽性になる。
子宮内膜症においては、モニタリングマーカーとしても使用される。
また、卵巣過剰刺激症候群で上昇する。
胸膜・腹膜の刺激
胸膜や腹膜への各種の侵襲により非特異的に上昇する。
- 胸膜や腹膜に及ぶ手術（試験開腹、腹腔鏡、なども含む）
- 胸膜や腹膜の炎症
- 肝硬変、心不全などの浮腫性疾患による胸水や腹水の貯留

### CA125低値の意義
通常、CA125低値は臨床的に問題にならないが、腹膜透析患者においては、腹膜劣化のマーカー（低値は腹膜機能の低下を示唆）として使用されることがある。